# Pterogenia zonata
Pterogenia zonata är en tvåvingeart som först beskrevs av Walker 1856.  Pterogenia zonata ingår i släktet Pterogenia och familjen bredmunsflugor.
Artens utbredningsområde är Singapore. Inga underarter finns listade i Catalogue of Life.